# Зуб мудрости

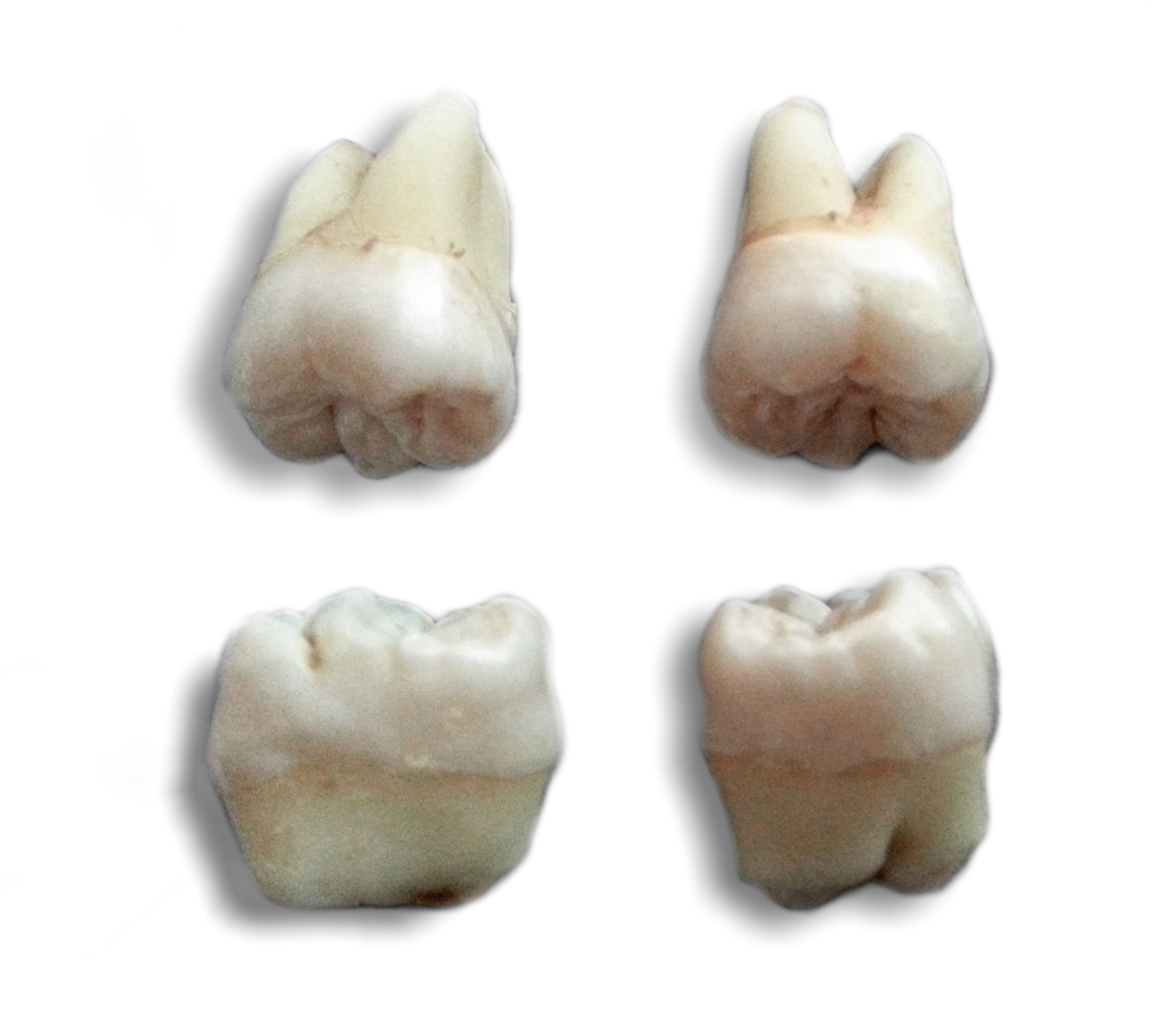
Зубы мудрости

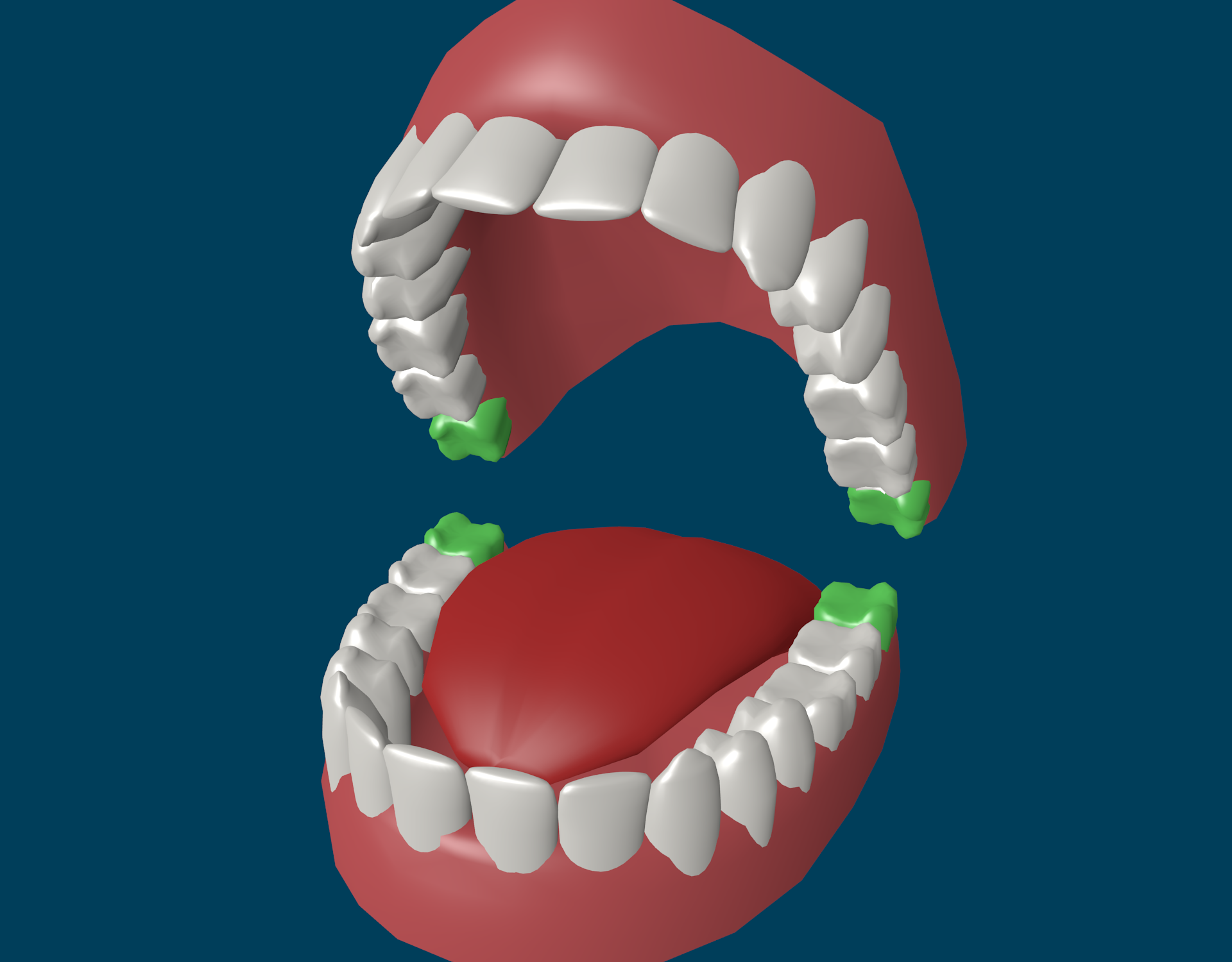
Зубы мудрости выделены зелёным цветом

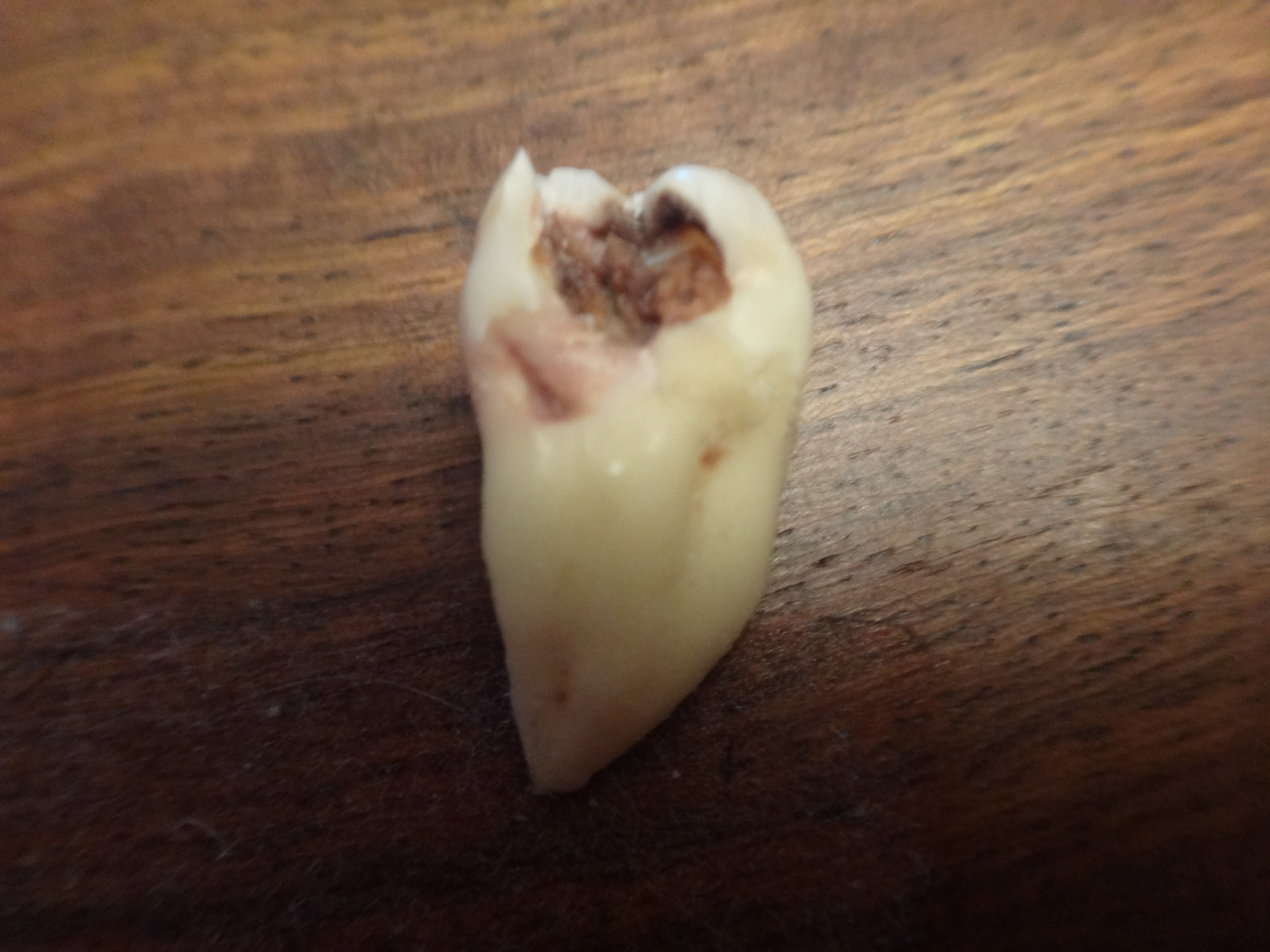
Удалённый кариозный зуб мудрости с левой стороны верхней челюсти.

Зу́бы му́дрости — 8-й зуб в ряду, третий моляр (всего их 4), обычно прорезаются в возрасте 17—25 лет (иногда позже, реже раньше, иногда не прорезаются — остаются ретенированными). Не до конца прорезавшиеся зубы называются «полуретинированными». Зубы мудрости закладываются у человека в пренатальном периоде развития (в утробе), как и другие. Их отсутствие считается в стоматологии вариантом нормы, а не патологией.
В настоящее время принято полагать, что третий моляр является рудиментарным органом вследствие изменения рациона питания (уменьшение потребления твёрдой и жёсткой пищи). В подтверждение этого в последнее время наблюдается учащение случаев отсутствия зачатка этого зуба — первичной адентии третьего моляра. Также об этом свидетельствует дистопия, ретенция и, зачастую, нефизиологическая форма коронки и корней этого зуба.
Считается, что зубы мудрости называют так, потому что они появляются значительно позже остальных зубов, в возрасте, когда умственное развитие человека считается совершенным, и начинается развитие мудрости человека.
Во время прорезания нижних зубов мудрости, когда видна только часть зуба, часто возникают гнойные воспаления в образовавшемся кармане («капюшоне») между десной и зубом — перикоронит. Для лечения перикоронита рекомендуется иссечение нависающей десны. Если перикорониты часто рецидивируют, то показано удаление зуба мудрости.
Часто бывает, что зубы мудрости из-за нехватки места в челюстной дуге могут неправильно прорезаться и занять нефизиологичное положение. Третьи моляры, особенно верхние, могут прорезаться в щёчную сторону и травмировать слизистую оболочку щеки. Также возможен вариант прорезывания нижних зубов мудрости с наклоном в сторону стоящего рядом зуба. Из-за этого в образовавшуюся щель между вторым и третьим моляром попадает пища. Ввиду невозможности адекватной гигиенической обработки данного участка возможен кариес соседнего зуба, повышенные отложения твёрдого (зубной камень) и мягкого зубного налёта, гингивит или перикоронит. Зубы с такими патологиями, как правило, удаляют.
При нормальном прорезывании и при условии физиологичной формы зубы мудрости можно использовать при протезировании как опорный зуб для мостовидного протеза либо для фиксации на нём кламмера либо атачмента в съёмном протезировании.
Редко (чаще у представителей австралоидной расы) встречаются дополнительные, четвёртые моляры.

## Галерея

3D КТ ретинированного зуба мудрости в области нижнего альвеолярного нерва
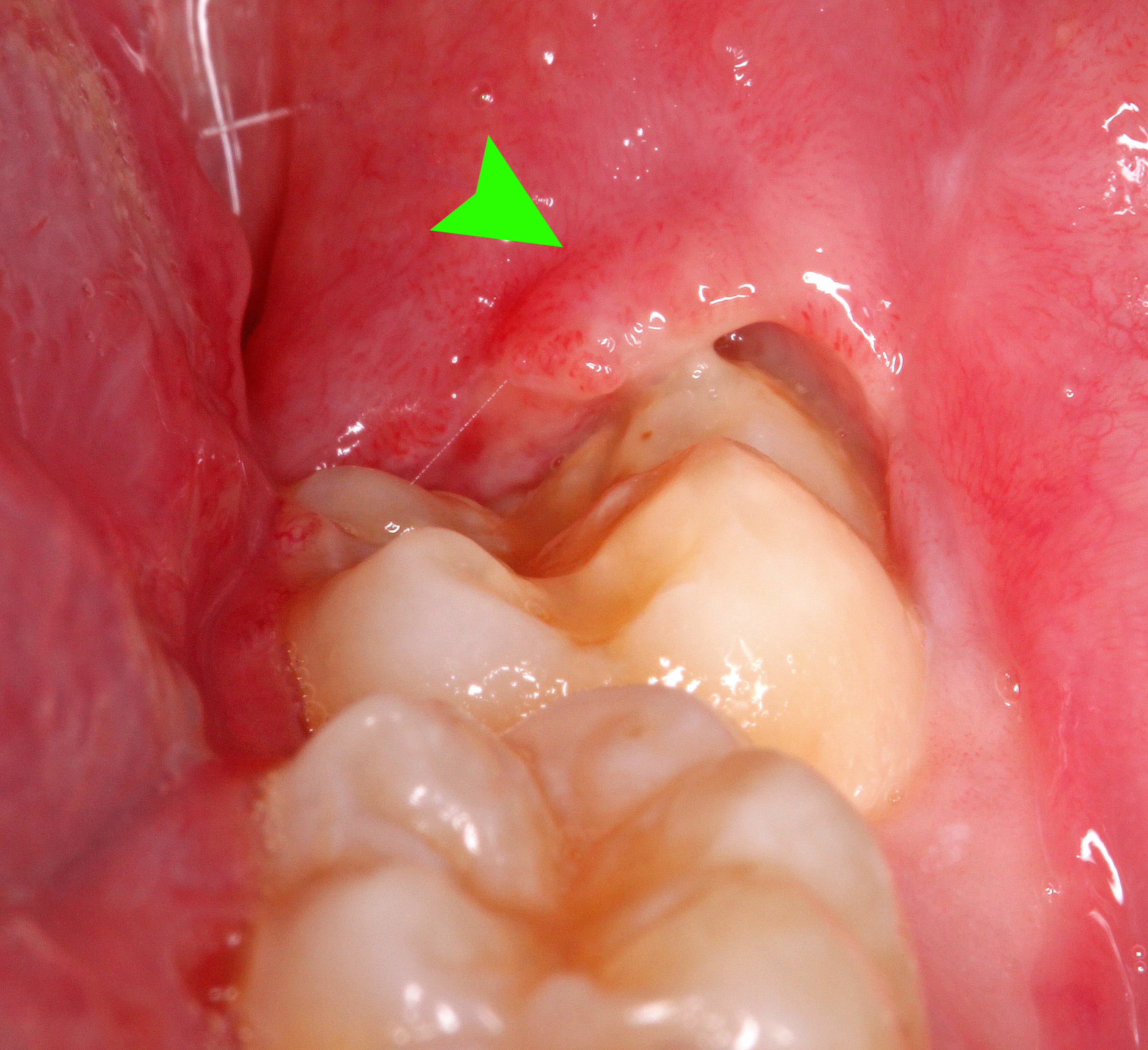
Зуб мудрости выступает наружу из линии дёсен с воспалённой тканью сзади (перикоронит; зелёная стрелка)
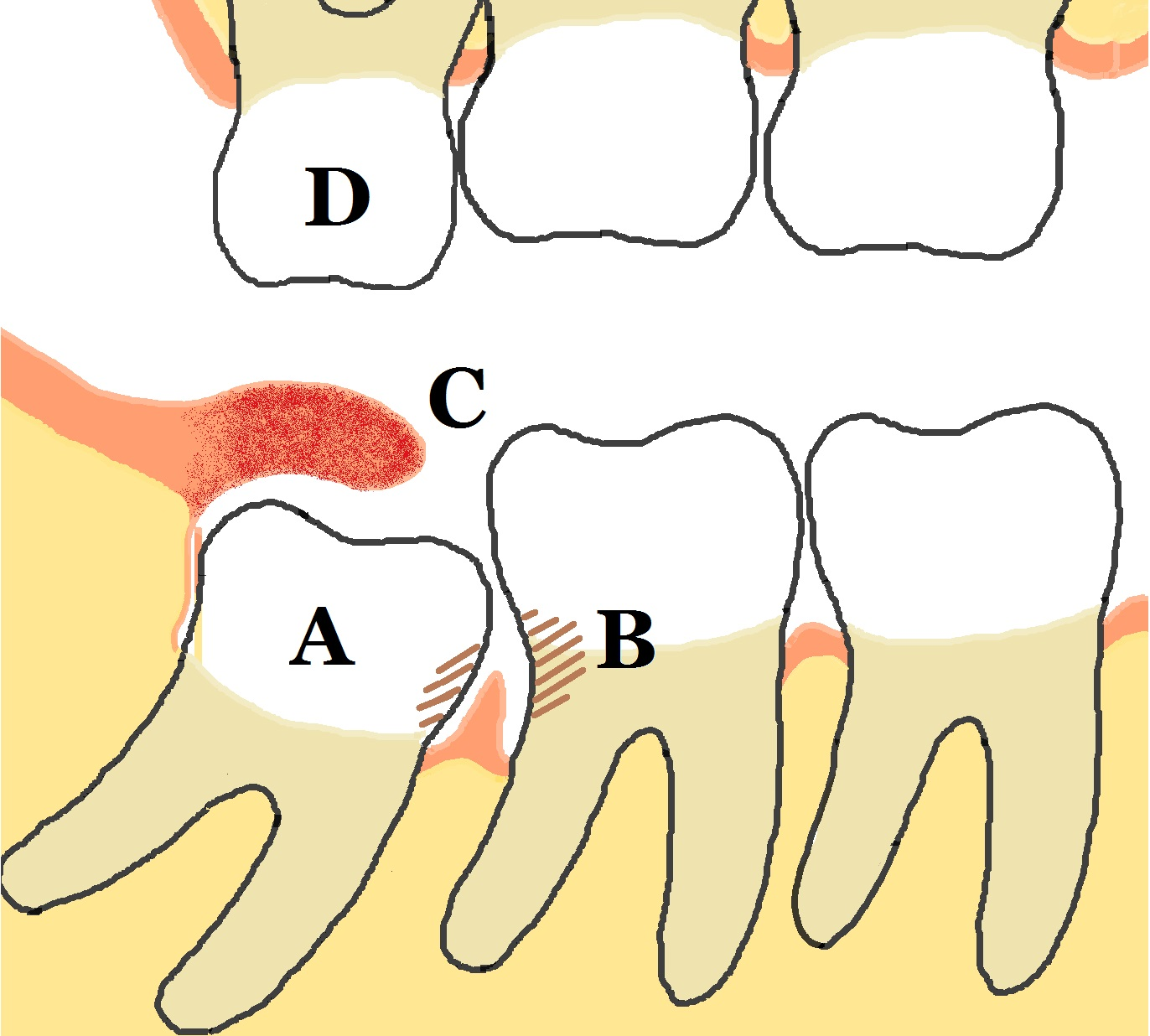
Некоторые проблемы, которые могут возникнуть или не возникнуть с третьими молярами: A Мезиоретинированный, частично прорезавшийся третий моляр нижней челюсти; B Кариес зубов и дефекты пародонтита, связанные как с третьими, так и со вторыми молярами, вызвано упаковкой пищевых продуктов и плохим доступом к методам гигиены полости рта; C Воспалённый капюшон, покрывающий частично прорезавшийся третий нижний моляр, со скоплением остатков пищи и бактерий под ним; D Верхний третий моляр перерос, разрывается из-за отсутствия контакта с противоположным зубом и может начать травматически окклюзию в крышечку над нижним третьим моляром. Зубы без сопротивления обычно острые, потому что они не притуплены другим зубом.
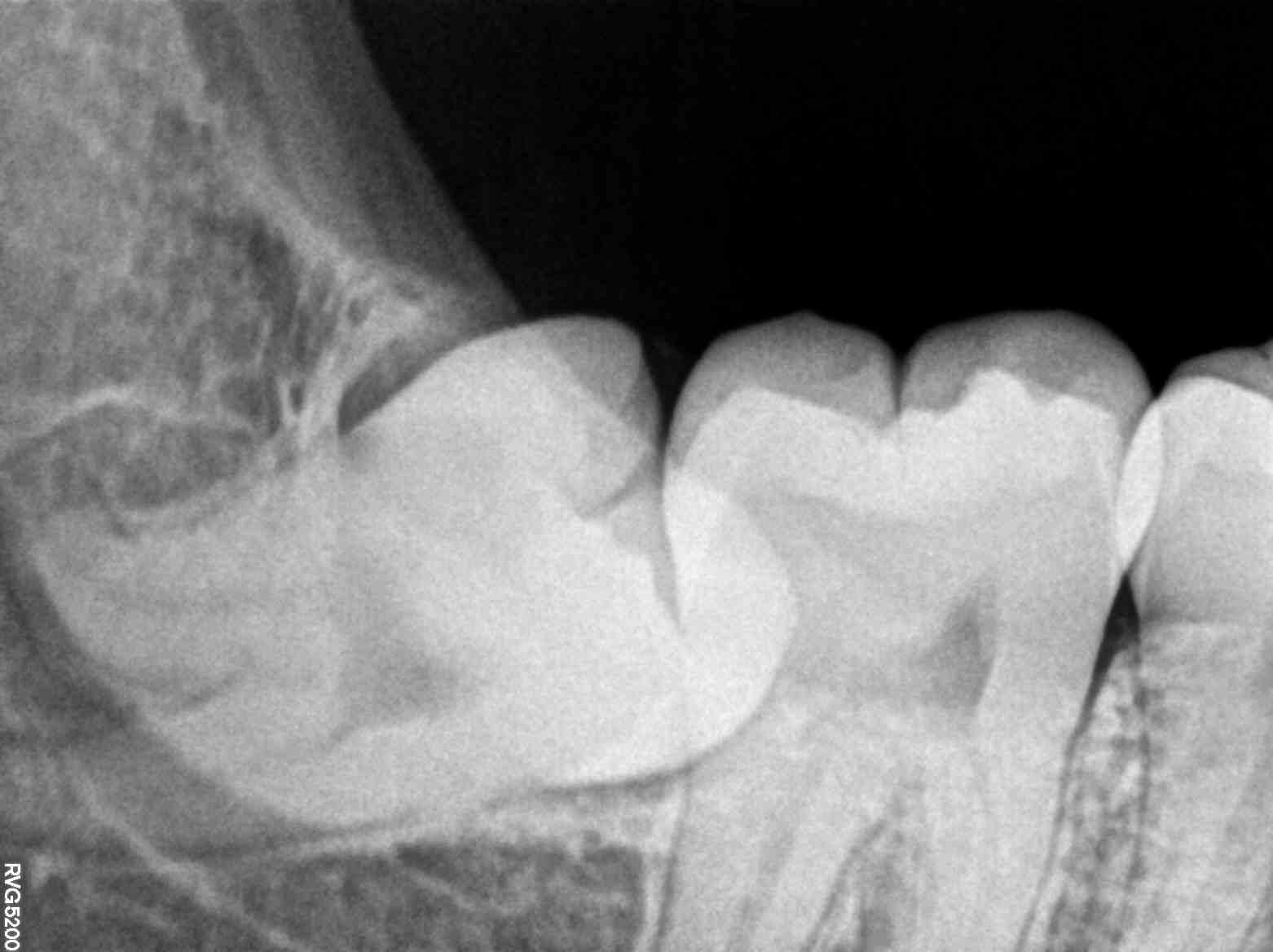
Рентгеновский снимок ретинированного нижнего правого зуба мудрости с горизонтальной ориентацией
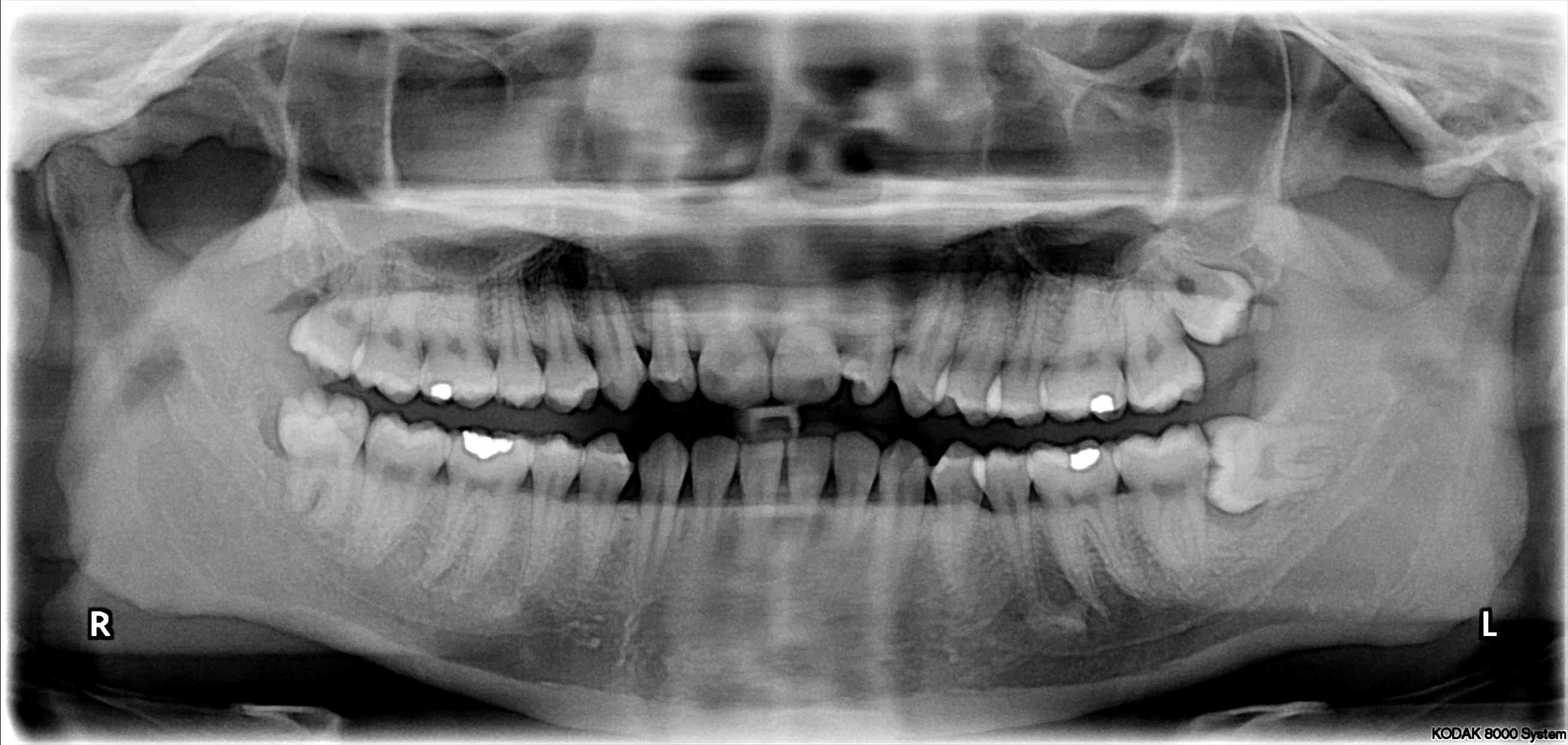
Дистоугольно ретинированы верхний левый (изображение справа) и верхний правый (изображение слева) зубы мудрости. Левый нижний зуб мудрости ретинирован горизонтально. Нижний правый зуб мудрости вертикально ретинирован.